# Szamotuły
Szamotuły [ʃamɔ'tuwɨ] (deutsch Samter) ist eine Stadt in der Woiwodschaft Großpolen in Polen. Sie hat etwa 18.750 Einwohner und ist Sitz der gleichnamigen Stadt-und-Land-Gemeinde mit 30.188 Einwohnern (Stand 31. Dezember 2020) sowie Kreisstadt des Powiats Szamotulski. Die Stadt befindet sich 32 km nordwestlich von Posen.

## Geschichte
Die erste bekannte Siedlung an der Stelle von Szamotuły existierte bereits im 11. Jahrhundert.  Im 13. Jahrhundert wird die Ortschaft als Haus der Szamatułski erwähnt.    Sie wurde im Jahr 1306 zerstört und später unter dem Namen Nowe Szamotuły wieder aufgebaut.   Am Ende des 14. Jahrhunderts hieß ihr Besitzer Swiboda.  Im Jahr 1420 erhielt sie die Stadtrechte.
Im Jahre 1793 kam die Stadt nach der zweiten Teilung Polens zum Königreich Preußen. Von 1815 bis 1918 war sie in der Provinz Posen Sitz des deutschen Kreises Samter. Nach dem Ersten Weltkrieg musste sie aufgrund der Bestimmungen des  Versailler Vertrags an die Zweite Polnische Republik abgetreten werden.
Beim deutschen Überfall auf Polen 1939 wurde die Stadt dem nationalsozialistischen Reichsgau Wartheland einverleibt. Die polnische Bevölkerung wurde größtenteils vertrieben und Volksdeutsche im Rahmen der Aktion „Heim ins Reich“ angesiedelt. Nach dem Einmarsch der Roten Armee im Januar 1945 wurde die Stadt an Polen zurückgegeben. Soweit deutsche Bewohner nicht vor Kriegsende geflohen waren, wurden sie in der Folgezeit von der örtlichen polnischen Verwaltungsbehörde vertrieben.

## Entwicklung der Einwohnerzahl
- 1800: 0979, zur Hälfte Deutsche, ein Drittel (326) Juden, der Rest Polen[1]
- 1837: 2383[1]
- 1861: 3864[1]
- 1875: 4316[2]
- 1880: 4414[2]
- 1890: 4292, davon 1124 Evangelische, 2453 Katholiken, 710 Juden und fünf Sonstige[2]
- 1910: 6878, davon sprachen 2287 deutsch (33,3 %), polnisch (66,7 %)[3]

## Gemeinde
Zur Stadt-und-Land-Gemeinde (gmina miejsko-wiejska) Szamotuły gehören die Stadt selbst und 25 Dörfer mit Schulzenämtern.

## Partnerstädte und -gemeinden
Szamotuły hat seit dem Jahr 2000 vier Partnerstädte in Europa:
- Brignoles in Südfrankreich,
- Bruneck (Brunico) in Südtirol (Italien),
- Groß-Gerau in Deutschland und
- Tielt in Belgien.

## Sehenswürdigkeiten
Zu den Sehenswürdigkeiten der Stadt gehört die Kirche Stiftsbasilika Unserer Lieben Frau vom Trost und des Heiligen Stanislaus des Bischofs in Szamotuły, die in den Jahren 1423 bis 1430 im Stil der Gotik gebaut wurde. Die Gebäude des früheren Klosters św. Krzyża im Stil des Barock wurden in den Jahren 1675 bis 1682 gebaut. Erwähnenswert ist auch das wiederaufgebaute Schlosskomplex mit dem bekannten „Turm der Schwarzen Dame“. In der Altstadt befinden sich mehrere gut erhaltene Bürgerhäuser.

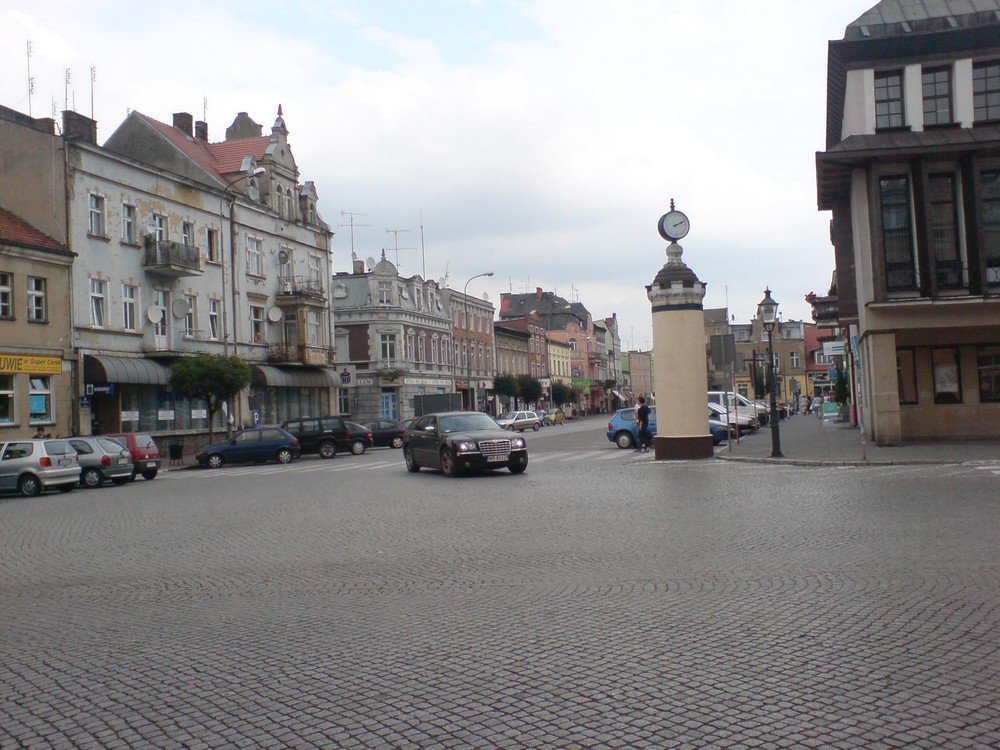
Marktplatz
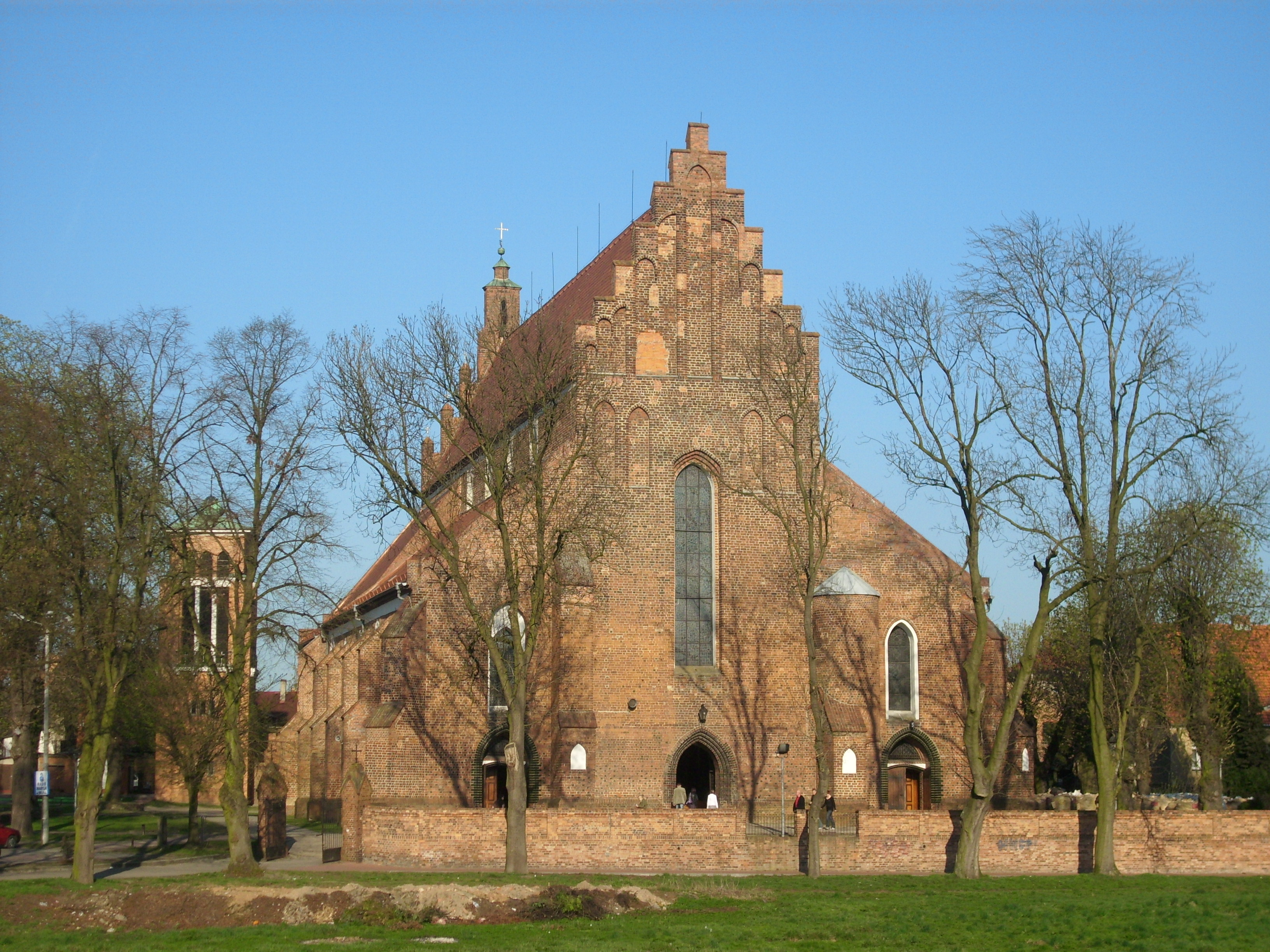
Stiftskirche
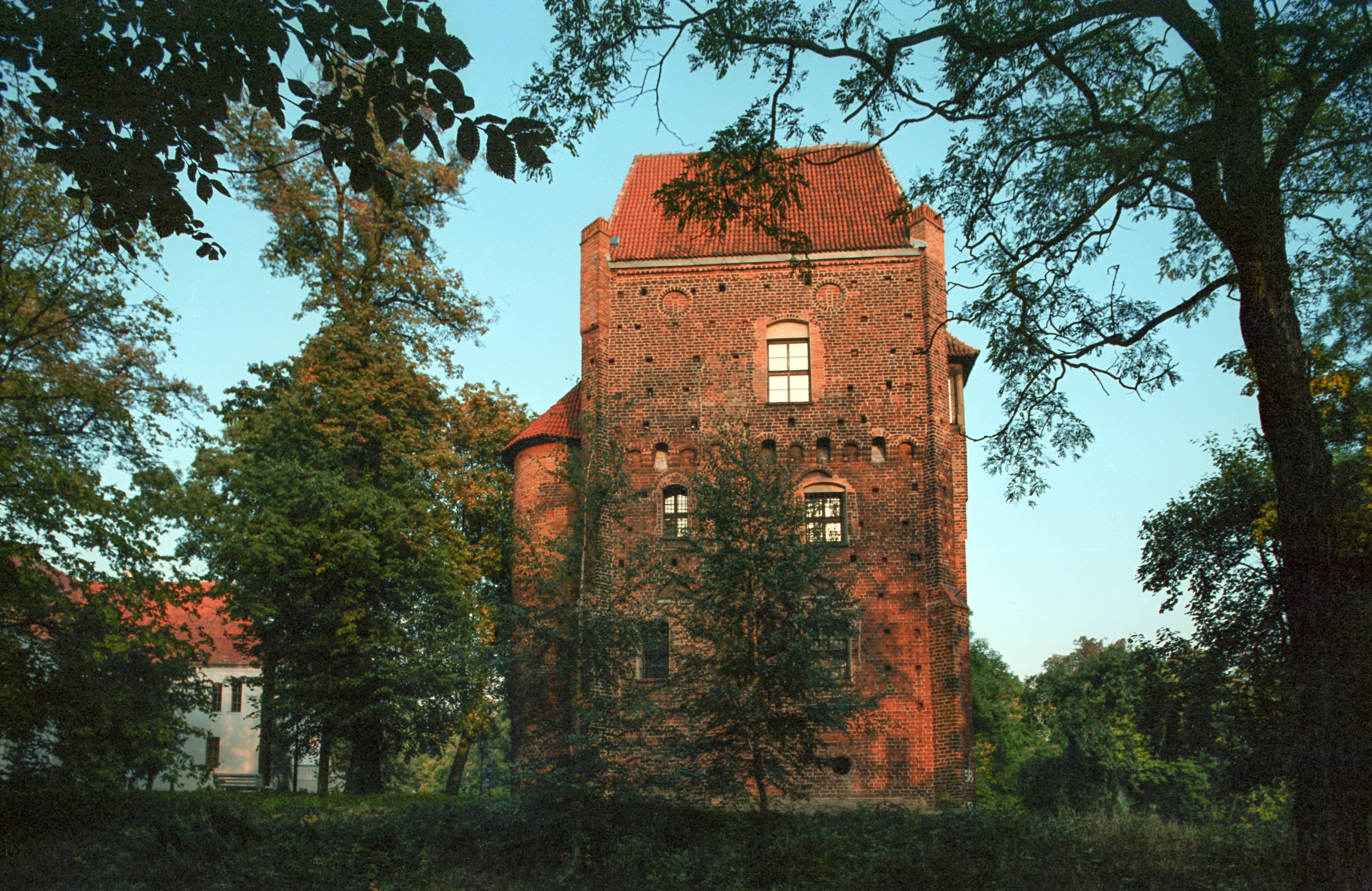
Turm der Schwarzen Dame
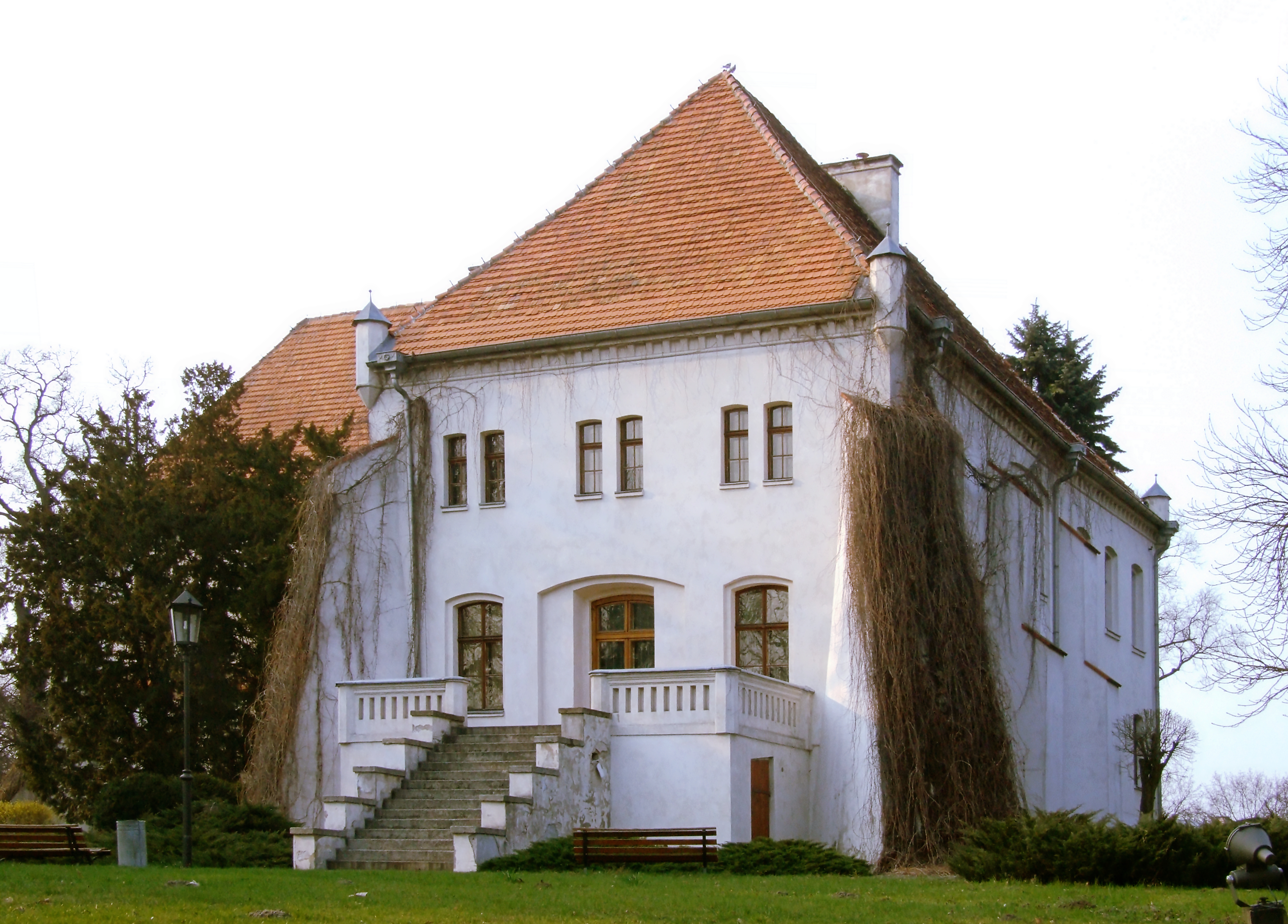
Schloss der Familie Górka
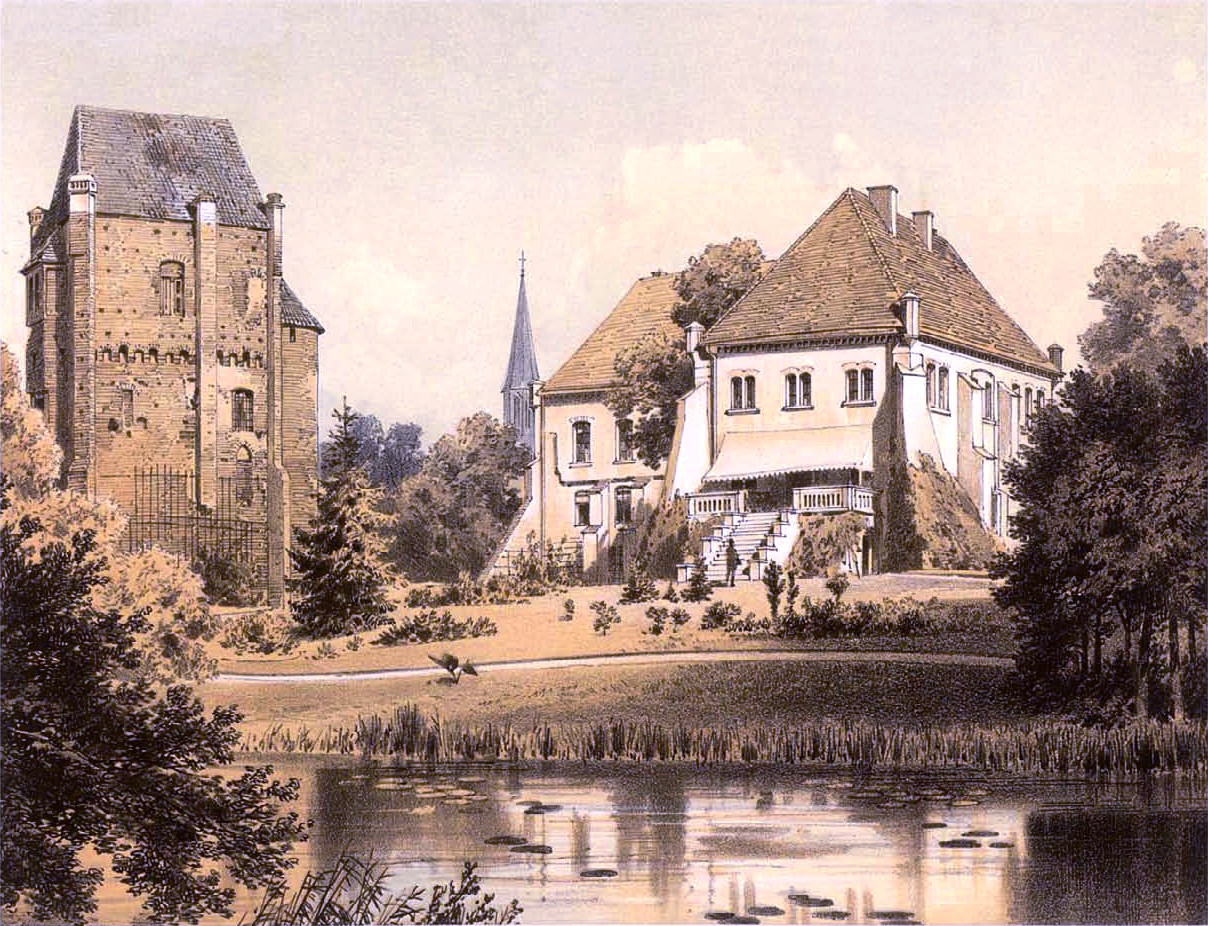
Schloss Samter, Sammlung Duncker

## Söhne und Töchter der Stadt
- Wincenty z Szamotuł (gestorben 1332), Generalstarost von Großpolen
- Wacław z Szamotuł (um 1526–um 1560), polnischer Komponist und Dichter
- John Johnston (1603–1675), Naturforscher und Historiker schottischer Herkunft
- Theophil Magdzinski (1818–1889), Abgeordneter des Deutschen Reichstages und des Preußischen Abgeordnetenhauses
- Philipp Scharwenka (1847–1917), Komponist und Musikpädagoge
- Xaver Scharwenka (1850–1924), Komponist und Pianist
- Hans Groß (1860–1924), Luftschiffkonstrukteur
- Siegmund Labisch (1863–1942), Fotograf, NS-Opfer
- Paul Beer (1873–nach 1915), deutscher Altphilologe, Germanist, Zeitschriftenherausgeber und Gymnasialprofessor
- Fritz Juntke (1886–1984), deutscher Bibliothekar
- Maksymilian Ciężki (1898–1951), polnischer Kryptoanalytiker
- Alexander Hollaender (1898–1986), amerikanischer Strahlenbiologe und Biophysiker
- Ernst Wellmann (1904–1970), deutscher Brigadegeneral der Bundeswehr
- Janusz Grabiański (1929–1976), polnischer Illustrator
- Marlis Heide Schmidt (1943–1996), Übersetzungswissenschaftlerin
- Małgorzata Braunek (1947–2014), polnische Schauspielerin
- Jakub Rutnicki (* 1978), polnischer Politiker